# Дюанка
Дюа́нка (рос. Дюанка) — село у складі Ванінського району Хабаровського краю, Росія. Входить до складу Даттинського сільського поселення.

## Населення
Населення — 7 осіб (2010; 4 у 2002).
Національний склад (станом на 2002 рік):
- росіяни — 100 %